# Higashimurayama
Higashimurayama (東村山市, Higashimurayama-shi, litt. « (ville de) la montagne du village de l'est ») est une ville de la métropole de Tokyo, au Japon. 

## Géographie

### Situation
Higashimurayama est située dans le centre-nord de la métropole de Tokyo, sur le plateau de Musashino.

### Municipalités limitrophes
| Tokorozawa    | Tokorozawa      | Tokorozawa    |
| Higashiyamato | Higashimurayama | Kiyose        |
| Higashiyamato | Kodaira         | Higashikurume |

### Démographie
En mars 2020, la population de Higashimurayama s'élevait à 151 127 habitants, répartis sur une superficie de 17,17 km2.

## Histoire
La localité a été fondée le 1er avril 1889 en tant que village, puis est devenue un bourg le 1er avril 1942 et enfin une ville le 1er avril 1964.

## Culture locale et patrimoine
- Shōfuku-ji
- Musée national de la maladie de Hansen

## Transports
Higashimurayama est desservie par plusieurs lignes ferroviaires de la compagnie Seibu :
- ligne Shinjuku,
- ligne Haijima,
- ligne Kokubunji,
- ligne Tamako,
- ligne Ikebukuro,
- ligne Seibu-en,
- ligne Yamaguchi.

La ville est aussi desservie par la ligne Musashino de la JR East. Les principales gares sont celles d'Akitsu, Higashi-Murayama et Shin-Akitsu.

## Jumelages
Higashimurayama est jumelée avec :
- Independence (États-Unis) depuis 1978
- Kashiwazaki (Japon) depuis 1996
- Suzhou (Chine) depuis 2004

## Personnalités liées à la ville
- Ken Shimura (né ici en 1950 et mort à Tōkyō en 2020), acteur
- Shōko Aida (née en 1970), chanteuse et actrice
- Kotaro Uchikoshi (né en 1973), directeur et scénariste de jeu vidéo
- Miki Nakatani (née en 1976), chanteuse et actrice